# Južnoameričko prvenstvo u nogometu – Venezuela 2007.
Natjecanje za Copa Américu 2007., poznatije kao Copa América 2007. ili Copa América Venezuela 2007., bilo je 42. izdanje Copa Américe, južnoameričkog prvenstva međunarodnih nogometnih momčadi. Natjecanje je priredio CONMEBOL, nogometno upravno tijelo Južne Amerike, a održano je između 26. lipnja i 15. srpnja u Venezueli, koja je prvi put bila domaćin turnira.
Natjecanje je pobijedio Brazil (branitelji titule) koji je u finalu pobijedio Argentinu rezultatom 3:0. Meksiko je zauzeo treće mjesto pobijedivši Urugvaj rezultatom 3:1 u utakmici za treće mjesto. Brazil je tako izborio pravo predstavljanja CONMEBOL-a na FIFA-inom kupu konfederacija 2009. godine.

## Gradovi domaćini
- Maturín
- San Cristóbal
- Mérida
- Puerto Ordaz
- Puerto La Cruz
- Maracaibo
- Caracas
- Barinas
- Barquisimento

## Sudionici po grupama
| Grupa "A"                       | Grupa "B"                   | Grupa "C"                        |
| ------------------------------- | --------------------------- | -------------------------------- |
| Venezuela Urugvaj Peru Bolivija | Brazil Meksiko Ekvador Čile | Argentina SAD Paragvaj Kolumbija |

## Rezultati

### Grupa "A"
- 1. kolo, 26. lipnja

| Urugvaj   | – | Peru     | 0:3 | (0:1)!!! |
| Venezuela | – | Bolivija | 2:2 | (1:1)    |

Peru je priredio veliko iznenađenje što je uopće uspio pobijediti Urugvaja. Drugo velikog iznenađenje je i to što je Bolivija uspila izvući neriješeno pored favoriziranog domaćina.
- 2. kolo, 30. lipnja

| Bolivija  | – | Urugvaj | 0:1 | (0:0) |
| Venezuela | – | Peru    | 2:0 | (1:0) |

Vodi Venezuela s 4 boda, slijede Peru i Urugvaj s 3 te Bolivija s bodom. 
- 3. kolo, 3. srpnja

| Peru      | – | Bolivija | 2:2 | (1:2) |
| Venezuela | – | Urugvaj  | 0:0 | (0:0) |

| Momčad    | Ut | Pb | N | Pz | Ps | Pr | RP | Bod |
| --------- | -- | -- | - | -- | -- | -- | -- | --- |
| Venezuela | 3  | 1  | 2 | 0  | 4  | 2  | +2 | 5   |
| Peru      | 3  | 1  | 1 | 1  | 5  | 4  | +1 | 4   |
| Urugvaj   | 3  | 1  | 1 | 1  | 1  | 3  | -2 | 4   |
| Bolivija  | 3  | 0  | 2 | 1  | 4  | 5  | -1 | 2   |

### Grupa "B"
- 1. kolo, 27. lipnja

| Ekvador | - | Čile    | 2:3 | (2:1) |
| Brazil  | - | Meksiko | 0:2 | (0:2) |

Vode Meksiko i Čile s po 3 boda, Ekvador i Brazil bez bodova.
- 2. kolo, 1. srpnja

| Meksiko | - | Ekvador | 2:1 | (1:0) |
| Brazil  | - | Čile    | 3:0 | (1:0) |

- 3. kolo, 4. srpnja

| Čile   | - | Meksiko | 0:0 | (0:0) |
| Brazil | - | Ekvador | 1:0 | (0:0) |

| Momčad  | Ut | Pb | N | Pz | Ps | Pr | RP | Bod |
| ------- | -- | -- | - | -- | -- | -- | -- | --- |
| Meksiko | 3  | 2  | 1 | 0  | 4  | 1  | +3 | 7   |
| Brazil  | 3  | 2  | 0 | 1  | 4  | 2  | +2 | 6   |
| Čile    | 3  | 1  | 1 | 1  | 3  | 5  | -2 | 4   |
| Ekvador | 3  | 0  | 0 | 3  | 3  | 6  | -3 | 0   |

### Grupa "C"
- 1. kolo, 28. lipnja

| Paragvaj  | - | Kolumbija | 5:0 | (2:0) |
| Argentina | - | SAD       | 4:1 | (1:1) |

Vode Paragvaj i Argentina s 3 boda, SAD i Kolumbija bez bodova.
- 2. kolo, 2. srpnja

| SAD       | - | Paragvaj  | 1:3 | (1:1) |
| Argentina | - | Kolumbija | 4:2 | (2:1) |

- 3. kolo, 5. srpnja

| SAD       | - | Kolumbija | 0:1 | (0:1) |
| Argentina | - | Paragvaj  | 1:0 | (0:0) |

| Momčad    | Ut | Pb | N | Pz | Ps | Pr | RP | Bod |
| --------- | -- | -- | - | -- | -- | -- | -- | --- |
| Argentina | 3  | 3  | 0 | 0  | 9  | 3  | +6 | 9   |
| Paragvaj  | 3  | 2  | 0 | 1  | 8  | 2  | +6 | 6   |
| Kolumbija | 3  | 1  | 0 | 2  | 3  | 9  | -6 | 3   |
| SAD       | 3  | 0  | 0 | 3  | 2  | 8  | -6 | 0   |

## Četvrtzavršnica
7. srpnja
| Venezuela | - | Urugvaj | 1:4 | (1:1) |
| Brazil    | - | Čile    | 6:1 | (3:0) |

8. srpnja
| Meksiko   | - | Paragvaj | 6:0 | (3:0) |
| Argentina | - | Peru     | 4:0 | (0:0) |

## Poluzavršnica
10. srpnja
| Brazil | - | Urugvaj | 2:2 (1:1)(5:4j) |

11. srpnja
| Meksiko | - | Argentina | 0:3 | (0:1) |

## Za broncu
| Meksiko | - | Urugvaj | 3:1 | (1:1) |

## Završnica
| 15. srpnja 2007.                    |             |           |                                          |
| Brazil                              | 3 : 0 (2:0) | Argentina | Estadio José Pachencho Romero, Maracaibo |
| Baptista 4' Ayala ag. 40' Alves 69' |             |           | Estadio José Pachencho Romero, Maracaibo |

## Popis strijelaca
| 6 pogodaka - Robinho 5 pogodaka - Juan Román Riquelme 4 pogotka - Nery Castillo 3 pogotka - Hernán Crespo - Júlio Baptista - Humberto Suazo - Omar Bravo - Salvador Cabañas - Roque Santa Cruz - Diego Forlán 2 pogotka - Javier Mascherano - Lionel Messi - Jaime Moreno - Jaime Castrillón - Cuauhtémoc Blanco - Claudio Pizarro - Sebastián Abreu | 1 pogodak - Pablo Aimar - Gabriel Heinze - Diego Milito - Carlos Tévez - Juan Carlos Arce - Jhasmani Campos - Daniel Alves - Josué - Juan - Vágner Love - Maicon - Carlos Villanueva - Edixon Perea - Cristian Benítez - Edison Méndez - Luis Antonio Valencia - Fernando Arce - Andrés Guardado - Ramón Morales - Gerardo Torrado - Edgar Barreto - Oscar Cardozo | 1 pogodak (nastavak) - Juan Carlos Mariño - José Paolo Guerrero - Miguel Villalta - Ricardo Clark - Eddie Johnson - Pablo García - Cristian Rodríguez - Vicente Sánchez - Juan Arango - Daniel Arismendi - Alejandro Cichero - Giancarlo Maldonado - Ricardo David Páez autogolovi - Roberto Ayala |